# جيش يسوع المسيح
يعرف جيش يسوع باسم كنيسة اتباع يسوع أيضًا، وهي حركة مسيحية إنجيلية جديدة مقرها في المملكة المتحدة وتعتبر جزءًا من حركة الكنيسة البريطانية الجديدة. استخدم اسم جيش يسوع نسبةً للتوعية والتبشير الذي اشتهروا به.
تأسس جيش يسوع في عام 1969، عندما كان نويل ستانتون (1926-2009) راعي الكنيسة المعمدانية في قرية بوجبروك بالقرب من نورثهامبتون في شرق ميدلاندز، وكانت مستوحاة من تجربة كاريزمية أدت به إلى توسيع المجموعة بنجاح من خلال جذبه لجيل الشباب من المصلين. تحولت الكثير من الطوائف لممارسة العبادة في الكنائس التقليدية بسبب نمو شعبية الكنيسة الجديدة وتحول طبيعتها للكاريزمية بشكل أكبر. نما جيش يسوع بشكل كبير وأصبح يضم نحو 3500 عضو ضمن 24 مجموعة في مختلف مدن وبلدات المملكة المتحدة بحلول عام 2007.
كثيرًا ما يقوم اتباع يسوع بالتبشير في الأماكن العامة ويسعون لإظهار حب يسوع والروح القدس. استخدمت المنظمة مختلف الشعارات «الحب والقوة والتضحية» في الأيام الأولى ثم «يسوع الناس، محبة الناس»، واستخدموا اسم «جيش يسوع».
تفككت الكنيسة في شهر مايو عام 2019 بسبب حلّ العضوية بعد اعتراضات ضد مؤسسها نويل ستانتون واثنين من أعضائها بسبب حوادث الاعتداء الجنسي التي جرت خلال سبعينيات القرن العشرين. استمرت جمعية مراكز يسوع الخيرية التي أنشأتها الكنيسة في العمل حتى الآن.

## السمات المميزة
تعمل حركة اتباع يسوع مثل حركات الكنائس المنزلية أو العناصر الأكثر تشددًا في الكنائس التقليدية الأكبر. تأثر جيش يسوع بالحركة الكاريزمية في أواخر الستينيات وأوائل السبعينيات، وتأثر أيضًا بحركة شعب يسوع في الولايات المتحدة الأمريكية. ذكر لويليام كاي أن ستانتون قد تأثر بشدة بكتاب آرثر واليس (يوم القوة)، وكان على معرفة شخصية بعدد من القادة داخل حركة الكنيسة البريطانية الجديدة.
تتوافق معتقدات جيش يسوع مع العقيدة المسيحية القديمة. وتوجد جوانب مختلفة لممارسات جيش يسوع الدين المسيحي والتي تختلف عن غيرها من الكنائس التقليدية.

### جيش يسوع، التبشير وخدمة الناس المهمشين
يعرف عامة الناس في المملكة المتحدة جيش يسوع من خلال حافلاته الصغيرة ذات الألوان الزاهية والمدرِبين والسترات ذات الألوان المتعددة، والتي يرتديها رجال التبشير في جيش يسوع في الشارع في كثير من الأحيان.
تأسس جيش يسوع في عام 1987 باعتباره حملة لاتباع يسوع بشكل مشابه لجيش الخلاص، قائم على هدف صريح هو«الذهاب إلى حيث لن يذهب الآخرون»، شارك جيش يسوع فيما يسمى «التبشير بقوة وفاعلية في المناطق المهمشة في المجتمع». وُصفت مهمة جيش يسوع بأنها «هامة للفقراء والمحرومين والمهمشين».
أقام جيش يسوع حدثًا سنويًا على مستوى عالٍ في لندن سُمّي «يوم يسوع المسيح» منذ عام 1987 لمدة ثلاث ساعات في ميدان ترفلغار، ثم أقام حدثًا مسائيًا في سرادق في حديقة راوندوود حتى عام 2005.

### جمعية يسوع الخيرية ومراكز جيش يسوع
تطور عمل جيش يسوع من المشردين والسجناء ومتعاطي المخدرات أو الكحول، والسجناء المفرج عنهم من خلال تأسيس جمعية خيرية «لتطوير وتعزيز عملهم الحالي لدعم العديد من المجموعات والناس الفقراء». ومن خلال تأسيس وتشغيل «مراكز يسوع» في مدن وبلدات المملكة المتحدة.
افتتح اتباع يسوع في عام 2002 مركز يسوع في مدينة كوفنتري، وشمل مركز الإيواء المعروف باسم (الجسر) والذي يقدم خدمات مثل وجبة إفطار وملابس مجانية وإمكانية الاستحمام والمشروبات الساخنة، فضلًا عن الدعم الاجتماعي والتدريب على العمل وتقديم المساعدة الطبية للمرضى. يساعد المركز أيضًا في العثور على سكن للمشردين ودفع أجاره. افتتحت مراكز يسوع الأخرى في نورثهامبتون عام 2004، ووسط لندن عام 2008، وشيفيلد عام 2011، ومن المتوقع افتتاح المزيد من المراكز.

### الشبكات المسيحية المتعددة
يرتبط اتباع يسوع أيضًا بنحو 250 كنيسة وجماعة أخرى في المملكة المتحدة، ودول أخرى من خلال الشبكات المسيحية المتعددة التي بدأت منذ عام 1992.

### وزارة الشباب
استضاف جيش يسوع حدثًا سنويًا للشباب الذين تتراوح أعمارهم بين 15 و35 عامًا تحت اسم (آر إيه دبليو) بين عامي 2007 و2017. يحتوي جيش يسوع على نسبة عالية من الشباب على عكس العديد من الكنائس المسيحية التي غالبًا ما يكون روادها من كبار السن.

## المعتقدات

### طقوس المعمودية في الهواء الطلق يؤديها جيش يسوع
يحمل اتباع يسوع العقيدة التاريخية للإيمان المسيحي. وهي مجموعة من المعتقدات المشتركة مع العديد من الكنائس المسيحية الأخرى، وتتألف من عقيدة الرسل والعقيدة الأثاناسية والعقيدة النيقية. فهم يؤمنون بالمعمودية في الماء وبالروح القدس والكتاب المقدس ككلام الله ويقبلون الهدايا الكاريزمية.
حدد اتباع يسوع معتقداتهم المسيحية في البيان التالي:
«تؤمن كنيسة اتباع يسوع (والتي تُعرف باسم جيش يسوع وتحتوي المجتمع المسيحي الجديد الخلاق) بالمعتقدات المسيحية التاريخية، وتقوم بإصلاحها لموافقة الإنجيل والكارزمية. تمارس طقوس معمودية المؤمن ويؤمنون بحقيقة الوصية الجديدة لكنيسة المسيح: الإيمان بالآب والابن والروح القدس، وما يتعلق بالألوهية الكاملة: الايمان بالموت والقيامة الجسدية للرب يسوع المسيح وبالكتاب المقدس ككلمة الله المستوحاة من الروح القدس بالكامل.
تريد هذه الكنيسة الصلاة ليسوع المسيح دائما في كنيسته والايمان بالروح القدس والمجتمع الصالح والشهادة الإنجيلية لإعلان أن يسوع المسيح (ابن الله) هو المخلص الوحيد، وهو الطريق والحق والحياة ومن خلاله وحده يمكننا أن نجد المملكة الالهية وندخلها».

### اللاهوت والاقتصاد
يمثل التأكيد على معتقدات المسيحية وممارساتها اللاهوت الجديد. ويعيد تجديد الاجيال بضم الأفراد إلى عائلة روحية تشمل العائلة البيولوجية وتتجاوزها. زعم معارضوهم أن ذلك يؤدي إلى تفكك الأسرة الطبيعية، لكن اتباع يسوع أكدوا أن العديد من العلاقات مع الآباء البيولوجيين قد تعززت وأن المنظمة تشجع أفراد المجتمع على زيارة الأقارب بما في ذلك الزيارات إلى الخارج إذا كان أفراد الأسرة في الخارج.
وتماشيًا مع هذا اللاهوت يعتبر جميع الأعضاء متساوين من الناحية الاقتصادية. يهدف اتباع يسوع إلى «تجنب الطمع في الممتلكات الدنيوية والبحث عن شكل بسيط وأخلاقي من الحياة الاقتصادية». لذلك ليس من المستغرب تفضيلهم لعقيدة الازدهار التي تبنتها العديد من الطوائف في الولايات المتحدة. إذ لا تعتبر الثروة نعمة خصيصًا بالنسبة للفرد. ينص منشور اتباع يسوع الرسمي على أن «حب المال ينمي الأنانية في قلوب البشر». تدل جملة «الثروة ليسوع» على السعي لتحقيق مصلحة الكنيسة بأكملها والأفراد الفقراء الذين تخدمهم، إذ توفر الأموال المودعة في المحفظة المشتركة دخل الأعضاء ورواتبهم. ويستخدم نحو نصف هذا المال لتلبية احتياجات المجتمع نفسه وتمويل عمليات التبشير. أما النصف الآخر يستثمر في أعمال المنظمة أو في سداد قروض بنكية لمشاريع تجارية جديدة. يمكن وصف الهيكل الاقتصادي لاتباع يسوع بأنه «اشتراكي».

## توقف الأنشطة
انخفضت العضوية إلى أقل من 1000 عضو بعد الاتهامات المسيئة ما جعل المنظمة غير قادرة على العمل بشكل صحيح. صوت أعضاء كنيسة اتباع يسوع (جاي إف سي) في يوم الأحد 26 مايو عام 2019 لإلغاء تنظيم الكنيسة، وتنحى فريق القيادة بمجرد انتهاء جلسة الكنيسة المركزية. وأصبحت الكنائس الفردية تجمعات مستقلة.